# Jorge Vidal (Musiker)
Jorge Vidal (Orlando Vidal; * 12. August 1924 in Buenos Aires; † 14. September 2010) war ein argentinischer Tangosänger und -komponist.

## Leben
Vidal stammte aus armen Verhältnissen und verdiente in seiner Jugendzeit seinen Lebensunterhalt mit Gelegenheitsjobs und -geschäften und gelegentlichen Auftritten als Sänger. Musikalisch war er ein Autodidakt und hatte lediglich ein wenig Gitarrenunterricht. In den 1940er Jahren trat er in die Escuela Naval Militar de Río Santiago in Ensenada ein, wurde jedoch bereits 1945 entlassen.
Sein Debüt als professioneller Sänger in der Konditorei La Paz endete in einem Tumult, in dessen Verlauf der Besitzer der Konditorei erstochen wurde. Kurze Zeit darauf trat er mit einem Gitarrenquartett unter Leitung von Jaime Vila im Café Argentino auf. In der Folgezeit sang er in Clubs und zwielichtigen Cafés und übernachtete nicht selten auch an seinen Veranstaltungsorten. Zufällig hörten ihn Osvaldo Ruggero und Jorge Caldara, die Musiker im Orchester Osvaldo Puglieses waren, und empfahlen ihn ihrem Bandleader. Den Berichten nach fand Pugliese ihn schlafend auf einem Billardtisch vor und engagierte ihn.
Das Debüt mit Pugliese fand 1949 am Sitz des Racing Club statt. Sein Partner als Sänger war Alberto Morán. Vidal blieb zwei Jahre lang bei Pugliese und nahm in dieser Zeit acht Titel beim Label Odeon auf. Danach trat er in der Konditorei La Armonía, später auch im Maipo Pigall und im Casanova mit einem Gitarrenensemble unter Leitung von Vila auf. Daneben nahm er weitere sechs Titel mit dem Orchester Argentino Galváns auf.
1956 spielte er neben Olinda Bozán, Julia Sandoval und Enrique Serrano in Arturo Moms Film El tango en París. Im folgenden Jahr wirkte er in dem Theaterstück „Yo soy Juan Tango“ unter der Regie von Francisco Canaro mit. 1958 reiste er in die USA. Dort war er Gast in der Sullivan-Show und hatte in New York City Auftritte im Sheraton, im Waldorf Astoria und in der Carnegie Hall. Er lebte längere Zeit in den USA, kehrte aber immer wieder nach Argentinien zurück, wo er an der Gründung der Asociación Argentina de Cantantes beteiligt war.